# 老挝输电
老挝输电有限公司（英語：Laos Transmission Company Limited，简称：EDLT）是由老挝电力有限公司和中国南方电网共同成立的一家公司。负责建设和管控老挝230千伏及以上电网和与周边国家跨境联网项目。在未来25年内，老挝输电有限公司将投资20亿美元来建设老挝的输电网路。

## 历史
2020年9月1日，老挝输电有限公司由中国南方电网公司与老挝国家电力公司共同出资组建。老挝电力有限公司和中国南方电网签署了一份持股协议，中国南方公司获得了大部分股份。
2021年3月11日老挝国家输电网公司在老挝首都万象与老挝政府签署了一份为期25年的特许经营权协议。根据协议，在老挝政府监管下，老挝国家输电网公司将作为老挝国家电网运营商，负责投资、建设、运营老挝230千伏及以上电网和与周边国家跨境联网项目，包括向邻国出口电力。根据一名老挝能源和矿产部的官员表述“在头25年的特许期间，老挝输电有限公司将投资20亿美金来建设、管理和控制老挝的输电网路。25年期限过后，这生意将转给老挝政府。”

## 争议
25年内230千伏及以上电网由中国央企管控引起部分人不安。该计划的支持者认为，老挝政府无力管理和运营电力线网，可以让拥有资金、技术能力和人力的中国人接手。而反对者认为，中国人并未转让技术或知识，让老挝处于被动局面。并且建设跨境输电项目可能会影响居民用电价。